# Rua Siqueira Campos

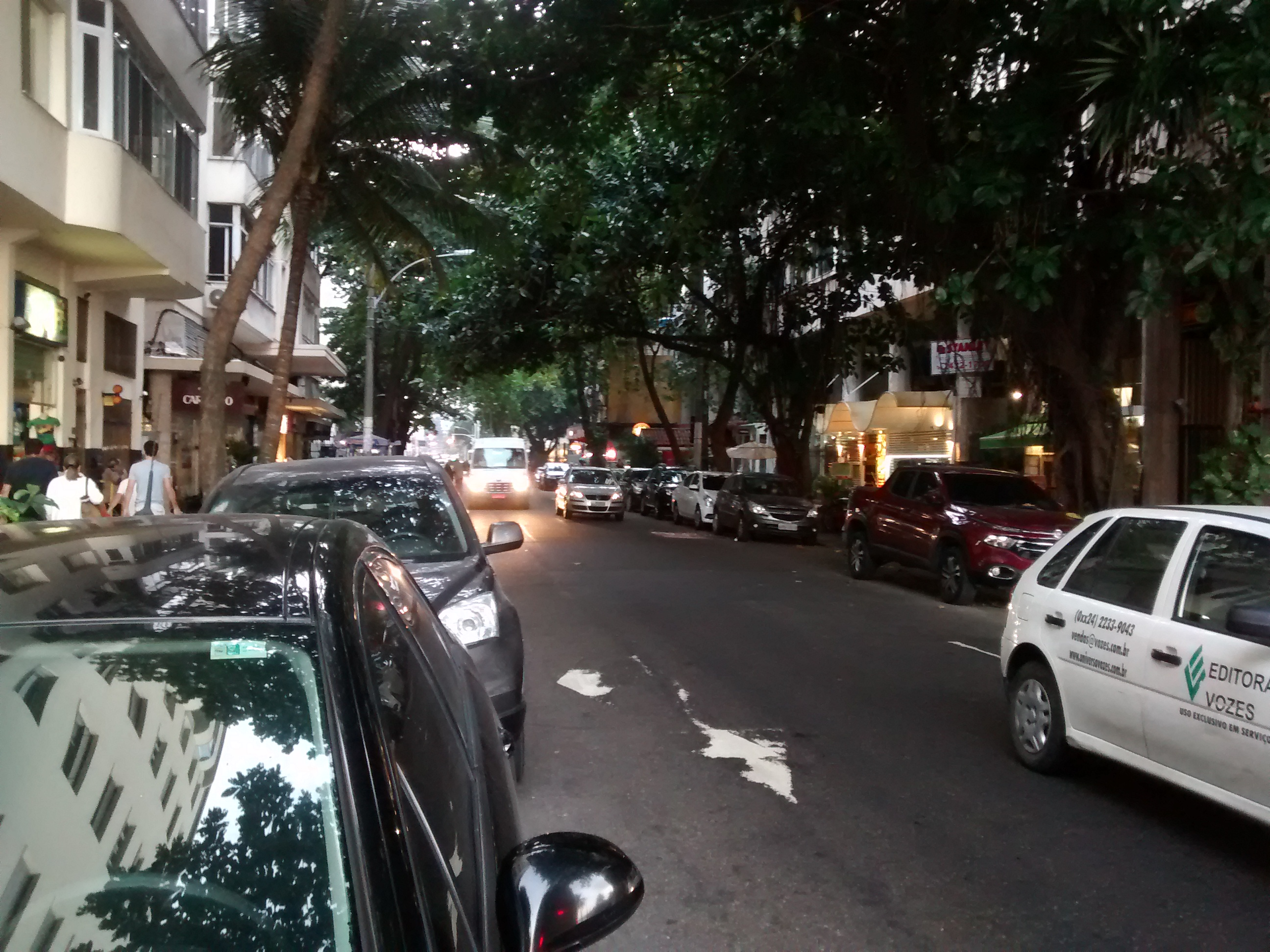
Rua Siqueira Campos

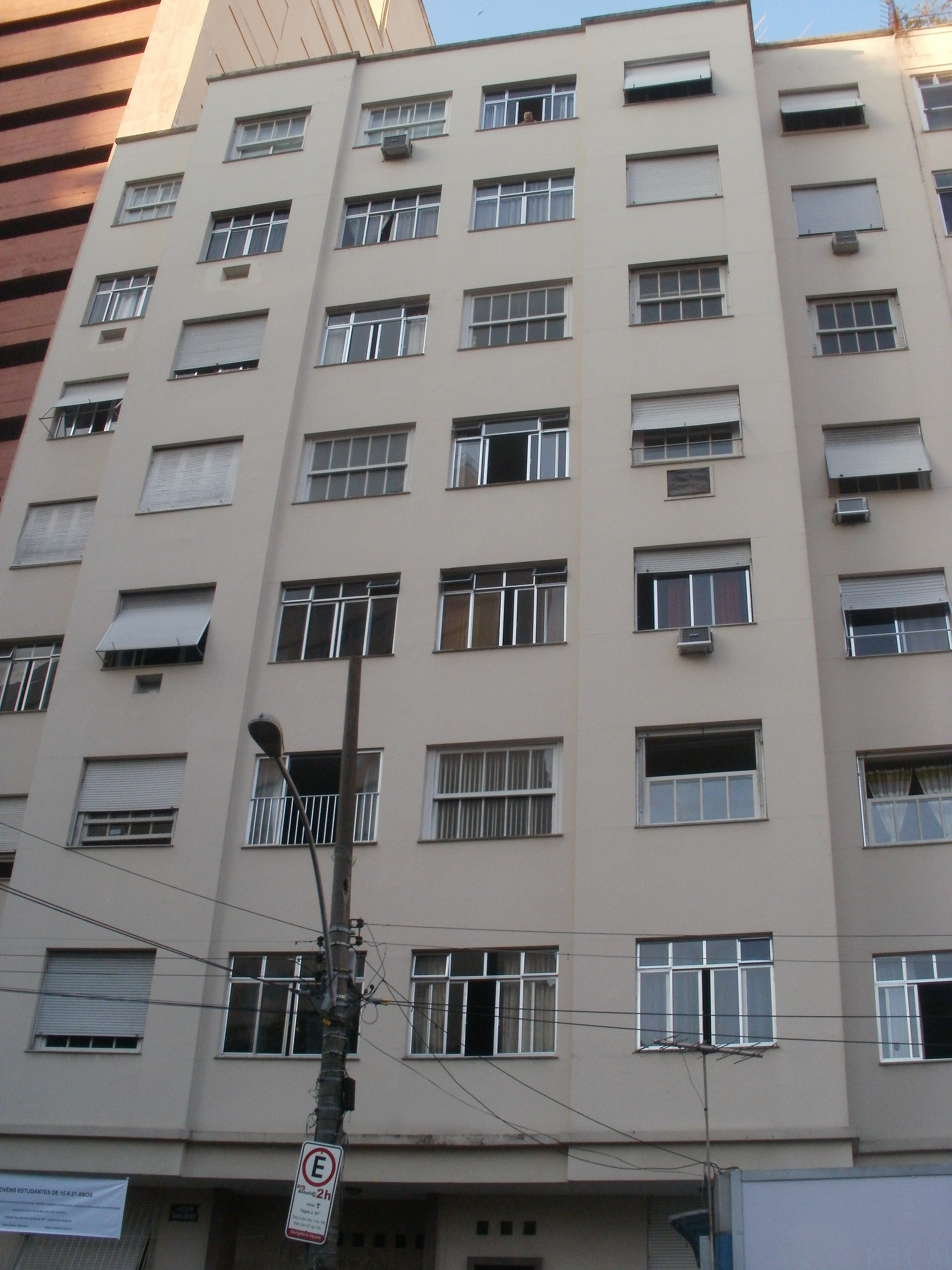
Edifício na Rua Siqueira Campos.

A Rua Siqueira Campos é um logradouro do bairro de Copacabana, localizado na cidade do Rio de Janeiro. Originalmente chamada Rua Barroso, em homenagem a José Martins Barroso, a rua teve seu nome modificado para Rua Siqueira Campos em 1931. Este nome foi uma homenagem a Antônio de Siqueira Campos, um militar e político brasileiro que participou da Revolta dos 18 do Forte de Copacabana em 1922, sendo um dos dois revoltosos que conseguiram sobreviver.
A rua começa na Praça Vereador Rocha Leão, logo depois do Túnel Alaor Prata e termina na Avenida Atlântica, com uma extensão de um quilômetro, aproximadamente. Uma das primeiras ruas do bairro de Copacabana à ter bonde, atualmente possui uma estação metroviária denominada Siqueira Campos em frente ao seu número 121.